# La ragazza di Bube
La ragazza di Bube is een Italiaanse film van Luigi Comencini die werd uitgebracht in 1964.
Het filmscenario is gebaseerd op de gelijknamige roman (1960) van Carlo Cassola.

## Samenvatting
Na het einde van de Tweede Wereldoorlog komt Bube, een communistische partizaan, naar een Toscaans dorp om een bezoek te brengen aan een man die hij  heeft gekend bij het verzet. Hij wordt verliefd op diens dochter Mara. De gevoelens zijn wederzijds. Maar de geliefden kunnen elkaar maar af en toe ontmoeten want Bube leeft in de clandestiniteit. Bube is in moeilijkheden gekomen omdat hij tijdens de oorlog een politieke moord heeft gepleegd. Om uit de handen van de politie te blijven vlucht hij uiteindelijk naar het buitenland. 
Mara blijft achter, vastbesloten om op hem te wachten. Maar na enige tijd ontmoet Mara Stefano die haar werk in de stad bezorgt. Stefano wordt verliefd op haar en wil met haar trouwen. Wanneer Mara uiteindelijk op zijn avances ingaat en het tot een prille relatie komt, verneemt zij dat Bube aan de Italiaanse grens is aangehouden. Na een proces wordt Bube veroordeeld tot 14 jaar gevangenisstraf. Mara zal op hem wachten.

## Rolverdeling
| Acteur            | Personage       |
| ----------------- | --------------- |
| Claudia Cardinale | Mara            |
| George Chakiris   | Bube            |
| Marc Michel       | Stefano         |
| Dany París        | Liliana         |
| Monique Vita      | Ines            |
| Carla Calò        | moeder van Mara |
| Emilio Esposito   | vader van Mara  |